# Ca 111轰炸机
卡普罗尼Ca.111是第二次世界大戰前義大利空军使用的一種侦察机/轻型轟炸機，中華民國空军也装备了该型飞机。
本款轟炸機為使用上单翼與单发引擎，在当时航空发动机很不可靠，单发风险很大，但提高了空速，水冷Isotta Fraschini Asso 750RC 18缸W布局，首个使用四叶木制螺旋桨的飞机，后来改用三叶金属螺旋桨，地面可变桨距。

## 规格 (Ca.111)
基本信息
- 机组：2-4
- 長度：15.30米（50英尺2英寸）
- 翼展：19.65米（64英尺6英寸）
- 高度：3.85米（12英尺8英寸）
- 机翼面积：61.5平方（662平方英尺）
- 空重：3,490（7,694英磅）
- 总重：5,490（12,103英磅）
- 发动机：1台Isotta Fraschini Asso 750（英语：Isotta Fraschini Asso 750），619 kW (830 hp)

性能
- 最大速度：290每小時（180英里每小時；157節）
- 航程：1,300（808英里；702海里）
- 升限：6,700（22,000英尺）
- 爬升率：3.1每秒（610英尺每分鐘）

武器

- 4挺7.7 mmBreda-SAFAT机枪（英语：Breda-SAFAT machine gun）
- 最多600 kg炸弹